# Scott Franklin (Politiker)

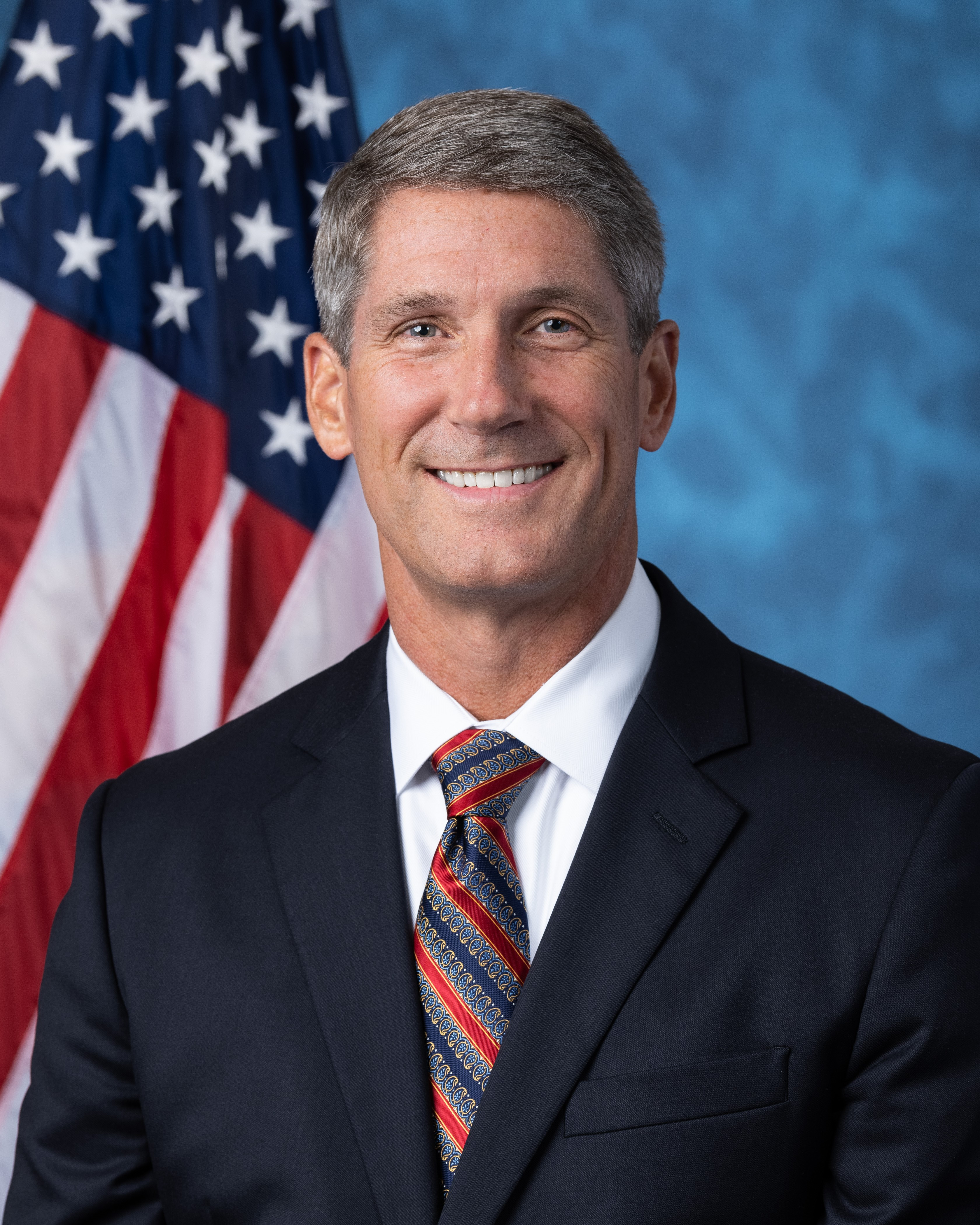
Scott Franklin (2020)

Clifford Scott Franklin (* 23. August 1964 in Thomaston, Upson County, Georgia) ist ein US-amerikanischer Politiker der Republikanischen Partei und Geschäftsmann. Seit Januar 2021 vertritt er den 15. Distrikt des Bundesstaats Florida im US-Repräsentantenhaus.

## Privatleben
Franklin wurde in Thomaston im Bundesstaat Georgia geboren und wuchs in Lakeland (Florida) auf. Er erwarb 1986 einen Bachelor of Science an der United States Naval Academy und diente in der United States Navy als Marineflieger. Franklin erwarb später einen Master of Business Administration an der Embry-Riddle Aeronautical University und ist Absolvent des Armed Forces Staff College. Er verbrachte insgesamt 26 Jahre in der Marine, 14 davon im aktiven Dienst und 12 in der Reserve, einschließlich der Mobilisierung zum aktiven Dienst im U.S. Central Command nach dem Angriff auf die Vereinigten Staaten am 11. September 2001. Er ging mit dem Dienstgrad eines Commander (Fregattenkapitän) in den Ruhestand. Franklin war 20 Jahre als CEO und Präsident bei Lanier Upshaw, einer Versicherungsgesellschaft.
Er ist mit verheiratet und hat drei erwachsene Kinder.

## Politik

### Kommunal Ebene
Politisch schloss er sich der Republikanischen Partei an. Im Jahr 2018 wurde Franklin Stadtrat für den südöstlichen Bezirk von Lakeland (Florida). Im Jahr 2020 war er amtierender (Pro tempore) Bürgermeister von Lakeland. Als Ergebnis seiner Kandidatur für den Kongress musste Franklin seinen Sitz in der Stadtverwaltung aufgeben. Er entschied sich, seinen Rücktritt zum 3. Januar 2021 wirksam werden zu lassen, dem Tag, an dem er im Kongress vereidigt wurde.

### US-Repräsentantenhaus

#### Wahlen
Im März 2020 kündigte Franklin seine Vorwahlkandidatur gegen den Kongressabgeordneten Ross Spano an, gegen den Bundesermittler wegen finanzieller Unregelmäßigkeiten seiner Wahlkampagne von 2018 ermittelten. In der republikanischen Vorwahl für Floridas 15. Kongresswahlbezirk besiegte er Spano mit 2,4 % Vorsprung. In der allgemeinen Wahl 2020 besiegte er den Demokraten Alan Cohn mit über 55 % der Stimmen.
Die Primary (Vorwahl) seiner Partei für die Wahlen 2022 am 23. August konnte er mit über 73 % klar gewinnen. Er trat am 8. November 2022 gegen die unabhängigen Kandidaten Keith R. Hayden Jr. und Leonard Serratore an und entschied diese Wahl mit 74,7 % der Stimmen für sich.
Bei den Vorwahlen zur Kongresswahl 2024 hatte Franklin keinen Herausforderer bei den Republikanern, während sich bei den Demokraten Andrea Kale durchsetzte. MIT 65,3 % konnte Franklin die Hauptwahl im November 2024 für sich entscheiden. Er ist dementsprechend im Repräsentantenhaus des 119. Kongresses vertreten.

#### Ausschüsse
Er ist aktuell Mitglied in folgenden Ausschüssen des Repräsentantenhauses:
- Committee on Appropriations
  - Agriculture, Rural Development, Food and Drug Administration, and Related Agencies
  - Legislative Branch
  - Military Construction, Veterans Affairs, and Related Agencies
- Committee on Science, Space, and Technology
  - Research and Technology
- Committee on Veterans’ Affairs
  - Disability Assistance and Memorial Affairs
  - Economic Opportunity

Er war zuvor auch Mitglied im Committee on Armed Services sowie im Committee on Oversight and Reform.

### Kontroversen
Franklin gehörte zu den Mitgliedern des Repräsentantenhauses, die bei der Auszählung der Wahlmännerstimmen bei der Präsidentschaftswahl 2020 für die Anfechtung des Wahlergebnis stimmten. Präsident Trump hatte wiederholt propagiert, dass es umfangreichen Wahlbetrug gegeben hätte, so dass er sich als Sieger der Wahl sah. Für diese Behauptungen wurden keinerlei flaunted Beweise eingebracht. Der Supreme Court wies eine entsprechende Klage mit großer Mehrheit ab, wobei sich auch alle drei von Trump nominierten Richter gegen die Klage stellten.